# Катастрофа Boeing 747 над Тайванською протокою
Катастрофа Boeing 747 над Тайванською протокою — велика авіаційна катастрофа, що сталася 25 травня 2002 року. Авіалайнер Boeing 747-209B тайванської авіакомпанії China Airlines виконував рейс CI 611 (позивний Dinasty 611) за маршрутом Тайбей — Гонконг, але під час прольоту над Тайванською протокою літак неочікувано розсипався в повітрі і впав у воду за 45 км від архіпелагу Пенху. Загинули всі 255 осіб, що перебували на борту — 216 пасажирів і 19 членів екіпажу.
Причиною катастрофи став механічний знос деталей кріплення внаслідок неякісного ремонту хвостової частини після її пошкодження при ударі об ЗПС ще у 1980 році.
На 2022 рік катастрофа рейсу 611 залишається найбільшою (по числу загиблих) в історії Тайваню.

## Літак
Boeing 747-209B (реєстраційний номер B-18255, заводський 21843, серійний 386) був випущений у 1979 році (перший політ здійснив 16 липня). 31 липня того ж року було передано авіакомпанії China Airlines з бортовим номером B-1866, 1 січня 1999 року було перереєстровано та отримав бортовий номер B-18255. Оснащений чотирма турбовентиляторними двигунами Pratt&Whitney JT9D-7AW. На день катастрофи здійснив 21 180 циклів «зліт-посадка» і налітав 64 394 години.
7 лютого 1980 року, за 22 роки до катастрофи, під час посадки в аеропорті Кайтак в Гонконзі літак зачепив хвостовою частиною ЗПС. Згодом хвостову частину було відремонтовано (за 3 дні; з 23 по 26 травня 1980 року), і літак продовжив виконувати рейси.

## Екіпаж і пасажири
Літаком керував дуже досвідчений екіпаж, склад якого був таким:
- Командир повітряного судна (КПС) — 51-річний І Цин'фен (англ. Ching-Fong Yi, кит. 易清豐). Дуже досвідчений пілот пропрацював в авіакомпанії China Airlines 11 років (з 1 травня 1991 року). На посаді командира Boeing 747 — з березня 1997 року. Налітав 10 148 годин, 4732 з них на Boeing 747.
- Другий пілот — 52-річний Се Ясюн (англ. Yea Shyong Shieh, кит. 謝亞雄). Дуже досвідчений пілот пропрацював в авіакомпанії China Airlines 12 років і 3 місяці (з 1 лютого 1990 року). Налітав 10 173 години, 5831 з них на Boeing 747.
- Бортінженер — 54-річний Чао Сеньго (англ. Sen Kuo Chao, кит. 趙盛國). Пропрацював в авіакомпанії China Airlines 22 роки та 2 місяці (з 1 березня 1977 року). Налітав 19 117 годин, 15 397 з них на Boeing 747.

На борту літака також працювали 16 бортпровідників:
- Шен Ліго (англ. Sheng Liguo, кит.: 盛俐國),
- Е Аньчен (англ. Ye Ancheng, кит.: 葉安成),
- Чен Айлунь (англ. Chen Ailun, кит.: 陳愛倫),
- Чен Цяньру (англ. Cheng Qianru, кит.: 程倩如),
- Лу Хуэйчжу (англ. Lu Huizhu, кит.: 盧惠珠),
- Тянь Ю (англ. Tian Yu, кит.: 田瑜),
- Фань Хуейтін (англ. Fan Huiting, кит.: 范惠婷),
- Цю Цин'ї (англ. Qiu Qingyi, кит.: 邱慶一),
- Ю Сон'е (англ. Yu Song'e, кит.: 于松娥),
- Чень Цзін'ї (англ. Chen Jingyi, кит.: 陳靜怡),
- Цай Ілінь (англ. Tsai Yilin, кит.: 蔡依霖),
- Чен Наїті (англ. Chen Naiti, кит.: 陳乃禔),
- Го Румей (англ. Guo Rumei, кит.: 郭如梅),
- Лінь Ісі (англ. Lin Yici, кит.: 林記憶慈),
- Сюй Хуейтін (англ. Xu Huiting, кит.: 徐惠婷),
- Гао Сінмей (англ. Gao Xinmei, кит.: 高欣梅).

| Громадянство | Пасажири | Екіпаж | Всього |
| ------------ | -------- | ------ | ------ |
| Тайвань      | 190      | 19     | 209    |
| Китай        | 9        | 0      | 9      |
| Гонконг      | 5        | 0      | 5      |
| Сінгапур     | 1        | 0      | 1      |
| Швейцарія    | 1        | 0      | 1      |
| Всього       | 206      | 19     | 225    |

Загалом на борту перебувало 225 осіб — 206 пасажирів і 19 членів екіпажу.

## Катастрофа
25 травня 2002 року Boeing 747-209B борт B-18255 вилетів з аеропорту Чан-Кайші о 15:08 (NST (07:08 UTC)) і взяв курс на Гонконг.
О 15:33, коли рейс CI 611 зайняв ешелон FL350 (10 600 метрів), у нього раптово відірвалася хвостова частина, лайнер увійшов у пікірування, розсипався на кілька частин і впав у Тайванську протоку за 45 кілометрів від островів Пенху. Катастрофа розвивалася миттєво, через що пілоти навіть не встигли вийти на зв'язок з авіадиспетчерами.
О 15:37 NST два літаки авіакомпанії Cathay Pacific під час прольоту над Тайванською протокою зловили сигнал аварійного радіобуя з літака. Усі 225 людей на борту рейсу CI 611 загинули.

## Розслідування
Розслідування причин катастрофи рейсу CI 611 проводила Рада з авіаційної безпеки (ASC).
Остаточний звіт розслідування було опубліковано 25 лютого 2005 року. Згідно зі звітом, причиною катастрофи стало те, що літак зруйнувався в повітрі через тріщину втоми на секції № 46 хвостової частини літака, яка в лютому 1980 року була пошкоджена під час посадки під великим кутом і згодом була неякісно відремонтована.

## Наслідки катастрофи
Авіакомпанія China Airlines в знак поваги до пасажирів і екіпажу рейсу 611 змінила номер рейсу Тайбей — Гонконг з CI 611 на CI 619.

## Культурні аспекти
Катастрофа рейсу 611 China Airlines був показаний в 7 сезоні канадському документального телесеріалу «Розслідування авіакатастроф» у серії «Розпавшийся за секунди».